# 沙田镇 (惠州市)
沙田镇是中華人民共和國广东省惠州市惠阳区下辖的一个镇。面积85平方公里，下辖9个村和1个社区，常住人口1.2万人，外来人口近2万人。沙田镇交通便利，深汕公路、深汕高速公路贯穿全境。

## 行政区划
沙田镇下辖以下村级行政区划单位
沙田社区、花塘村、东澳村、东明村、集成村、肖屋村、田头村、金桔村和鹤山村。